# Naemia seriata
Naemia seriata är en skalbaggsart som först beskrevs av Melsheimer 1847.  Naemia seriata ingår i släktet Naemia och familjen nyckelpigor.

## Underarter
Arten delas in i följande underarter:
- N. s. seriata
- N. s. litigiosa